# Schiavo d'amore (romanzo)
Schiavo d'amore è un romanzo di formazione parzialmente autobiografico dello scrittore britannico William Somerset Maugham, pubblicato nel 1915. Narra la storia di Phil, giovane solitario che per via anche di un suo difetto fisico tenderà ad essere ancora più timido; la vicenda parte dall'infanzia per proseguire alla infelice adolescenza e al compimento della maturità con la laurea in medicina e l'inizio della sua vita da medico.
Una storia tormentata che tocca anche la passione di Phil per Mildred, una ragazza bella ma amorale e inetta che lo condurrà quasi alla pazzia. Il titolo è preso da uno dei postulati di Baruch Spinoza sulla schiavitù umana (De servitute humana) presente nel quarto libro della sua Ethica.
Of Human Bondage risulta essere uno dei romanzi più complessi e di maggior respiro di tutta la letteratura inglese contemporanea in quanto oltre a raccontare la storia di Phil attraverso lui l'autore riesce a trasmettere riflessioni più ampie sul genere umano, sui limiti e il senso della vita.

## Trama
Il libro inizia nel 1885 con la morte della madre di Philip, Helen, quando questi non ha che 9 anni; anche il padre, un chirurgo, era venuto solo pochi mesi prima a mancare. Oramai orfano e con una malformazione congenita (un Piede equino-varo-supinato), si ritrova di punto in bianco a dover andar a vivere con gli zii William e Louisa in un piccolo villaggio di pescatori nella contea del Kent: la donna cerca in tutti i modi possibili di sostituire la madre perduta del nipote, mentre lo zio assume subito un atteggiamento freddo e distaccato.
L'uomo, un prete anglicano con rigide convinzioni religiose, ha un'ampia collezione libraria e Philip trova presto nella lettura l'unica maniera di fuggire dalla realtà della propria cruda esistenza terrena. Meno di un anno dopo viene inviato in collegio, ma la disabilità del ragazzo rende subito difficile per lui adattarsi in questa nuova situazione; William, d'accordo col preside della scuola, prova a far guadagnare una borsa di studio a Philip - oramai diciottenne - per l'Università di Oxford, ma egli a tempo debito sceglie invece di recarsi in Germania.
A Heidelberg il giovane vive in un ostello assieme ad altri studenti stranieri e, seppur in ristrettezze, risulta complessivamente felice del suo soggiorno estero; fa anche amicizia con un connazionale e dei ragazzi americani, con cui discute animatamente della filosofia di Arthur Schopenhauer ed assiste alle lezioni di Kuno Fischer. Ma tornato in patria per far apprendistato come commercialista viene tenuto a distanza in quanto creduto uno snob; mentre si trova in viaggio d'affari a Parigi è ispirato a studiare arte in Francia: comincia così a frequentare i corsi, dopo aver preso una stanza squallida nel Quartiere latino, facendo nuove amicizie tra cui quella con Fanny.
Fanny Price è una studentessa d'arte, povera e determinata anche se priva di talento, che inoltre ha un pessimo rapporto con il prossimo. La ragazza si innamora di Philip, che però ne è all'oscuro; in ogni caso egli non prova lo stesso sentimento per lei. Dopo che  il denaro della giovane è finito, e con esso la possibilità di perseguire le proprie ambizioni artistiche, ella si suicida. Da questo momento Philip sentirà il rimorso per non aver compreso le incredibili restrizioni, anche alimentari, cui era costretta, e per non averla potuta aiutare.
Egli si rende ben presto conto che non diventerà mai un artista professionista; tornato a casa dello zio decide infine di rimanere in Inghilterra e proseguir la carriera nel campo del padre. Alla facoltà di medicina incontra Mildred, una giovane cameriera, e nei suoi confronti cade immediatamente e disperatamente innamorato, anche se lei non dimostra aver alcuna emozione particolare per lui: dopo avergli raccontato d'esser sposata, Phil, col cuore spezzato, entra in relazione con Norah, una donna gentile e sensibile (in seguito autrice di romanzi rosa).
Più tardi Mildred, in stato di gravidanza, confessa a Phil che l'uomo per il quale l'aveva abbandonato non l'aveva in realtà mai sposata. Philip interrompe il rapporto con Norah ed inizia a sostenere finanziariamente l'amata Mildred; lei però dopo un po' scompare col suo buon amico Harry. Philip rimane sgomento e s'imbatterà nuovamente in lei quando ridotta in miseria, ha iniziato per sopravvivere a ricorrere alla prostituzione; sentendo una forte compassione la prende come domestica, anche se non la ama più: intanto il suo bambino muore e lei risulta essere ammalata di sifilide.
Quando egli rifiuta i suoi tentativi d'approccio lei s'arrabbia, distruggendo la maggior parte dei suoi beni e lasciandolo per sempre: sommerso dalla vergogna e venuto ad esser rapidamente a corto di soldi Philip deve lasciare l'abitazione. Mentre si trova a lavorare in ospedale fa amicizia col signor Thorpe Athelny, un padre di famiglia affetto da itterizia, che ha vissuto fino a poco tempo prima a Toledo, in terra di Spagna: entusiasticamente egli sta traducendo le opere di San Giovanni della Croce.
Nel frattempo Philip fa degli investimenti azzardati nelle miniere sudafricane della Rhodesia, ma viene lasciato quasi al lastrico a causa degli eventi susseguenti alla Guerra anglo-boera; vaga per le strade senza alcuna meta per un paio di giorni prima che gli Athelny lo prendano con sé trovandogli anche subito un impiego all'interno d'un grande magazzino, che Phil però immediatamente comincia ad odiare con tutte le proprie forze.
Il suo talento per il disegno viene scoperto e riceve una promozione, oltre che un aumento di stipendio, ma il lavoro al negozio è di breve durata: dopo che lo zio William muore, Philip eredita denaro sufficiente per permettergli di terminare gli studi di medicina, diventando finalmente un medico abilitato. Assume un posto temporaneo in ospedale col dottor South, un vecchio medico rancoroso la cui figlia ha interrotto ogni rapporto con lui dopo la morte della moglie.
Il dottore viene però influenzato positivamente dalla natura di Philip e dopo un po' gli offre di lavorare assieme a lui nel proprio studio; anche se lusingato Phil rifiuta. Va a passare così le vacanze estive in compagnia degli Athelny in un villaggio immerso nel verde; ci si accorge presto che una delle loro figlie Sally, lo ama. Hanno una relazione e quando questa pensa d'essere incinta Philip decide d'accettare l'offerta del dottor South, così da poterla sposare tranquillamente.
Dopo qualche tempo, mentre si trovano alla National Gallery, sebbene abbia appreso che si trattava d'un falso allarme, Phil si fidanza ufficialmente con Sally concludendo che la maniera più semplice per un uomo di vivere, nascere, lavorare, sposarsi e avere figli, è allo stesso modo anche la più perfetta.

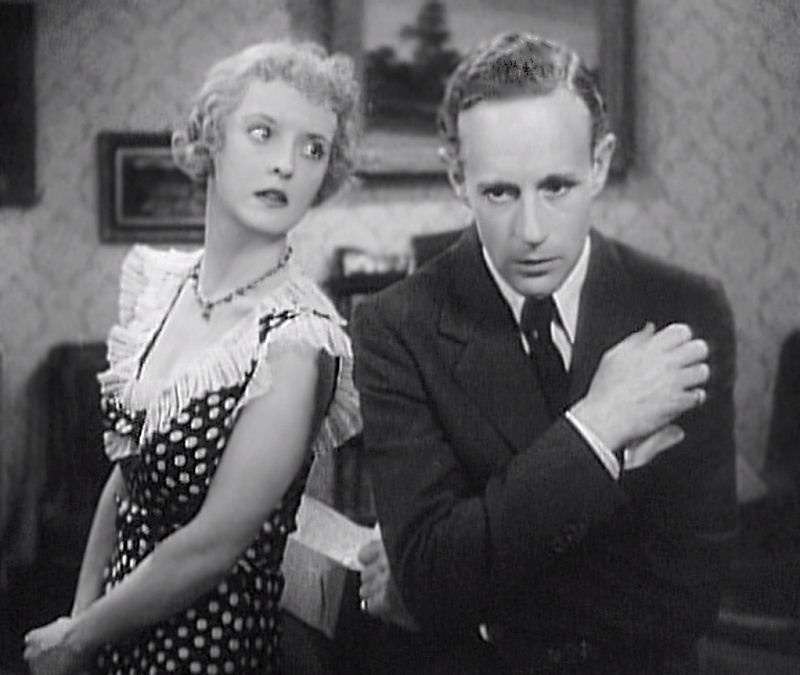
Bette Davis e Leslie Howard - foto dal film Of Human Bondage.

## Adattamenti cinematografici
- Schiavo d'amore, regia di John Cromwell (1934)
- Schiavo d'amore, regia di Edmund Goulding (1946)
- Schiavo d'amore, regia di Bryan Forbes e Ken Hughes (1964)

## Edizioni italiane
- trad. Ada Salvatore, Milano: Mondadori, 1940 ISBN 8804426543
- trad. Giulia Brugiotti, Milano: A. Corticelli, 1940 (con il titolo Schiavitù umana)
- trad. Luisa Pantaleoni e Carla Peli, Milano: Garzanti, 1975
- trad. Elisa Grillo, introduzione di Bruno Traversetti, Roma: Newton Compton, 1995 ISBN 8879839780 ISBN 8854106240
- trad. Franco Salvatorelli, Milano: Adelphi, 2007 ISBN 9788845921551 ISBN 9788845927058